# Peter Homann
Peter Homann (* 17. Juni 1936; † 15. Februar 2023) war ein deutscher Journalist, Produzent und Autor. Er galt eine Zeit lang als Gründungsmitglied der Rote Armee Fraktion (RAF), war aber einer der Ersten, die sich aus dem Umfeld der sich gründenden Terrorgruppe lösten.
Noch im sogenannten RAF-Gründungsjahr 1970 kam es zum Zerwürfnis, und im November 1971 stellte sich Homann den Behörden. Er kam nach vier Wochen wieder frei, da sich jeglicher Verdacht gegen ihn zerschlagen hatte.

## Leben
Peter Homann studierte in den 1960er Jahren Malerei an der Hamburger Hochschule für Bildende Künste und arbeitete als freier Künstler und Journalist, unter anderem für die Zeitschrift konkret.
Dort lernte er Ulrike Meinhof kennen, mit der er sich anfreundete. In Berlin bewohnten die beiden eine gemeinsame Wohnung, was dazu führte, dass auf Homann nach der Baader-Befreiung am 14. Mai 1970 der Verdacht der Tatbeteiligung fiel und er auf die Fahndungslisten kam. Obwohl tatsächlich nicht an der Aktion beteiligt, entschloss Homann sich daraufhin, unterzutauchen und zusammen mit Horst Mahler, Andreas Baader, Gudrun Ensslin, Ulrike Meinhof, Brigitte Asdonk und etwa zwölf anderen zwischen Juni und August 1970 an einem Ausbildungscamp der Al Fatah in Jordanien teilzunehmen, wo die Gruppe sich militärisch schulen lassen wollte. Während des Camp-Aufenthalts traten die Widersprüche zwischen Homann und dem Rest der Gruppe schnell offen zu Tage, es kam zu schweren Friktionen, die schließlich zur Flucht Homanns aus dem Lager und zu seiner Rückkehr nach Deutschland führten. Unterstützt wurde er bei seiner Flucht von den palästinensischen Gastgebern des Camps, nachdem klar geworden war, dass die deutsche Gruppe unter dem maßgeblichen Einfluss von Baader beschlossen hatte, Peter Homann zu ermorden, da er für sie einen potentiellen Verräter darstellte. Baader soll dabei laut Homann eine als Schießunfall getarnte gemeinschaftliche Hinrichtung vorgeschlagen haben, an der alle Gruppenmitglieder teilnehmen sollten. Horst Mahler widersprach später in einem offenen Brief an Stefan Aust der Darstellung, dass er bei diesem Beschluss aktiv mitgewirkt habe.
Zurück in Deutschland, nahm Homann Kontakt zu Stefan Aust auf, holte mit diesem die beiden Töchter Ulrike Meinhofs aus einem Versteck auf Sizilien ab und brachte die Kinder zu ihrem Vater Klaus Rainer Röhl nach Hamburg. Aust berichtet, dass es daraufhin in Hamburg einen Versuch Baaders und Mahlers gegeben habe, Homann und ihn zu erschießen, dem beide nur knapp entronnen seien.
Homann hielt sich noch einige Zeit in Hamburg versteckt, bevor er sich am 17. November 1971 in Hannover den Behörden stellte. Kurz zuvor hatte er dem Spiegel ein ausführliches Interview gegeben, in dem er sich in Bezug auf sein persönliches Verhältnis zu den ehemaligen Genossen teils noch bedeckt hielt, die Dynamik der terroristischen Gewalt und der staatlichen Reaktionen darauf aber bereits genau analysierte.
Er war somit einer der Ersten, die sich dezidiert aus dem Umfeld der sich gründenden Terrorgruppe lösten.
Homann begleitete anschließend die Frühphase der RAF mit aufsehenerregenden Interviews und Veröffentlichungen, in denen er scharfe Kritik an deren militantem Vorgehen übte.
In den 1970er Jahren nahm Peter Homann seine Arbeit als Journalist wieder auf und arbeitete unter anderem als Autor für das NDR-Fernsehen. Ende der 1970er Jahre entwickelte Peter Homann gemeinsam mit der Dirigentin und Festivalleiterin Irmgard Schleier das Konzept einer losen internationalen Produktionsgemeinschaft von hochrangigen Künstlern aller Genres, die sich in wechselnden Besetzungen zu zeitgeschichtlichen, künstlerischen und gesellschaftspolitischen Themen zusammenfinden. Hierfür erfand er eine neue Form der musikalisch-literarischen Revue, die Chansons und Literatur, Szenisches, Kunst und Zeitdokumente, Zeitgenössisches, Modernes, Klassisches und Populäres in Dramaturgien von großer erzählerischer Dichte und historischer Stringenz präsentierte.
Ende der 1990er Jahre lebte Homann als Journalist in Hamburg.
Anfang der 2000er Jahre zog er nach Berlin und arbeitete gemeinsam mit seiner Ehefrau Irmgard Schleier in der künstlerischen Leitung zahlreicher musikalisch-literarischer Revuen. 2008 wurde seine Rolle in der Roten Armee Fraktion im Film Der Baader Meinhof Komplex von Jan Josef Liefers dargestellt.
Zuletzt lebte und arbeitete er gemeinsam mit seiner Ehefrau im Wendland an der Organisation von Kulturveranstaltungen.

## Werk (Auswahl)
Auf Peter Homanns Ideen und Bücher gehen eine große Zahl von Hamburger und Berliner Bühnen- und Konzertproduktionen zurück.
- „In diesem Hotel zur Erde“ (Walter-Mehring-Programm), Deutsches Schauspielhaus Hamburg, 1982
- „Widersteht, im Siegen Ungeübte!“ (u. a. mit Peter Rühmkorf), Deutsches Schauspielhaus in der Kampnagelfabrik, 1984
- „Von Ulm nach Metz, von Metz nach Mähren“ (Revue für Eva Mattes), Théâtre de l’Europe, Paris, 1987
- „Voices – Hommage à Rolf Liebermann“, Kampnagelfabrik Hamburg, 1990
- „Hoppla, wir leben! Hundert deutsche Jahre“, Kampnagelfabrik Hamburg, 1999
- „Und über uns der Himmel“ (Revue für Eva Mattes), St.-Pauli-Theater Hamburg, 2005